# Keri Adams
Keri Adams (* 18. Dezember 1970 in Edmonton, Alberta, Kanada) ist eine kanadische Schauspielerin in Film und Fernsehen, Nachrichtensprecherin und Journalistin.

## Leben und Karriere
Keri Adams wurde 1970 in Edmonton, Kanada geboren.
Ihre Karriere begann 1994 als Nachrichtenautorin im Morgenfernsehen in Edmonton. Anschließend arbeitete sie als Fotojournalistin. Weitere Stationen waren Vancouver bei Global Television (CanWest), bis sie als Nachrichtensprecherin für CTV News von 2022 bis 2024 ihre eigene Sendung erhielt. Mehrfach wurde sie für ihre Live Nachrichtenberichte ausgezeichnet.
Bekannt wurde sie hier durch ihre Rolle der Reporterin Bethany Snow in den Serien Arrow, The Flash, und DC's Legends of Tomorrow.
Keri Adams war mit Jay Durrant verheiratet. Sie haben zwei gemeinsame Kinder Abigail und Hollynd.

## Filmografie (Auswahl)
- 2013: Delete (Fernsehserie, 2 Folgen)
- 2013–2020: Arrow (Fernsehserie, 47 Folgen)
- 2016: The Flash (Fernsehserie, 1 Folge)
- 2017: DC's Legends of Tomorrow (Fernsehserie, 1 Folge)